# Anna Neagle
Anna Neagle (n. 20 octombrie 1904, Greater London, Anglia, Regatul Unit al Marii Britanii și Irlandei – d. 3 iunie 1986, West Byfleet⁠(d), Woking⁠(d), Anglia, Regatul Unit) a fost o actriță, cântăreață și dansatoare engleză. A apărut în peste 30 de filme, majoritatea produse de soțul ei, Herbert Wilcox, așa cum s-a întâmplat în 1943.

## Filmografie
| An   | Titlu                          | Rol                                                           | Note                                                       |
| ---- | ------------------------------ | ------------------------------------------------------------- | ---------------------------------------------------------- |
| 1929 | Those Who Love                 | Bit part (fara credit)                                        | Regizat de H. Manning Haynes.                              |
| 1930 | The Chinese Bungalow           | Charlotte                                                     | Regizat de Arthur Barnes și J.B. Williams.                 |
| 1930 | The School for Scandal         | Flower Seller (fara credit)                                   | Regizat de Maurice Elvey. Filmat în Raycol. Filmul Lost.   |
| 1930 | Should A Doctor Tell?          | Muriel Ashton                                                 | Regizat de H. Manning Haynes.                              |
| 1932 | Goodnight, Vienna              | Viki                                                          | Prima colaborare a lui Neagle cu regizorul Herbert Wilcox. |
| 1932 | The Flag Lieutenant            | Hermione Wynne                                                | Regizat de Henry Edwards.                                  |
| 1933 | Bitter Sweet                   | Sarah Millick and Sari Lind                                   |                                                            |
| 1933 | The Little Damozel             | Julie Alardy                                                  |                                                            |
| 1934 | Nell Gwynn                     | Nell Gwyn                                                     | Primul mare succes al lui Neagle.                          |
| 1934 | The Queen's Affair             | Queen Nadia                                                   |                                                            |
| 1935 | Peg of Old Drury               | Peg Woffington                                                |                                                            |
| 1936 | Limelight                      | Marjorie Kaye                                                 |                                                            |
| 1936 | Three Maxims                   | Pat                                                           | Producție franco-britanică.                                |
| 1937 | London Melody                  | Jacqueline                                                    |                                                            |
| 1937 | Victoria the Great             | Rainha Victoria                                               | Final filmat în Technicolor.                               |
| 1938 | Sixty Glorious Years           | Queen Victoria                                                | Final filmat în Technicolor.                               |
| 1939 | Nurse Edith Cavell             | Edith Cavell                                                  | Primul film american al lui Neagle.                        |
| 1940 | Irene                          | Irene O'Dare                                                  | Prezintă o secvență Technicolor; Produs în SUA.            |
| 1940 | No, No, Nanette                | Nanette                                                       | Producție în SUA.                                          |
| 1941 | Sunny                          | Sunny O'Sullivan                                              | Producție în SUA.                                          |
| 1942 | They Flew Alone                | Amy Johnson                                                   |                                                            |
| 1943 | Forever and a Day              | Susan Trenchard                                               | Producție în SUA.                                          |
| 1943 | Yellow Canary                  | Sally Maitland                                                |                                                            |
| 1945 | I Live in Grosvenor Square     | Lady Patricia Fairfax                                         |                                                            |
| 1946 | Piccadilly Incident            | Diana Fraser                                                  |                                                            |
| 1947 | The Courtneys of Curzon Street | Katherine O'Halloran                                          |                                                            |
| 1948 | Spring in Park Lane            | Judy Howard                                                   |                                                            |
| 1948 | Elizabeth of Ladymead          | Elizabeth                                                     | Final filmat în Technicolor.                               |
| 1949 | Maytime in Mayfair             | Eileen Grahame                                                | Final filmat în Technicolor.                               |
| 1950 | Odette                         | Odette Sansom                                                 |                                                            |
| 1951 | The Lady with a Lamp           | Florence Nightingale                                          |                                                            |
| 1952 | Derby Day                      | Lady Helen Forbes                                             |                                                            |
| 1954 | Lilacs in the Spring           | Carole Beaumont / Lillian Grey / Nell Gwynne / Queen Victoria | Filmat în Eastmancolor cu un prolog alb-negru.             |
| 1955 | King's Rhapsody                | Marta Karillos                                                | Filmat în CinemaScope și Eastmancolor.                     |
| 1956 | My Teenage Daughter            | Valerie Carr                                                  |                                                            |
| 1957 | No Time for Tears              | Matron Eleanor Hammond                                        | Regizat de Cyril Frankel; Filmat în Eastmancolor.          |
| 1957 | The Man Who Wouldn't Talk      | Mary Randall, Q.C.                                            |                                                            |
| 1958 | The Lady Is a Square           | Frances Baring                                                |                                                            |